# رودجرز وهامرشتاين

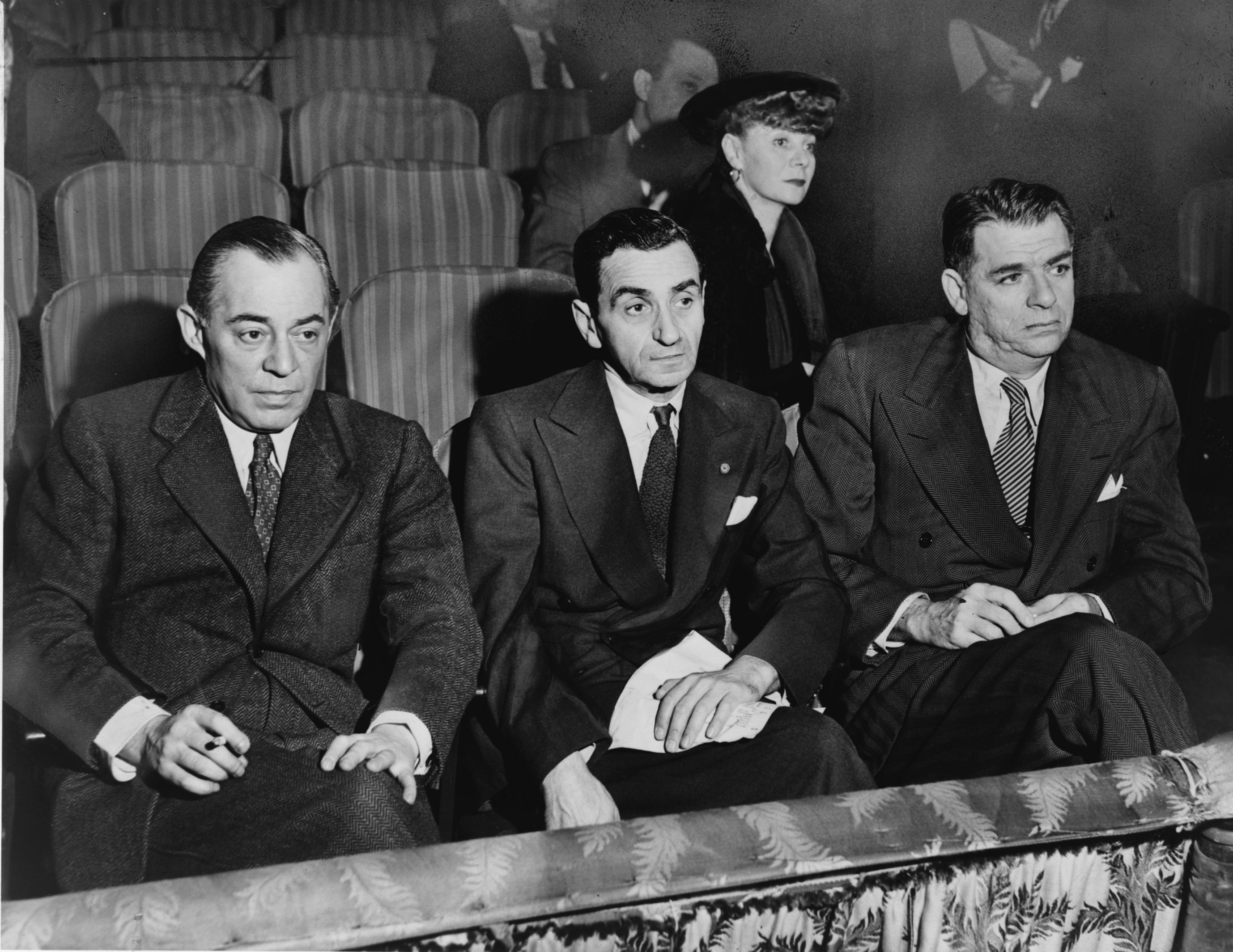

رودجرز وهامرشتاين هما أوّل من غنيا أغنية لن تسير لوحدك أبدا (بالإنجليزية: You'll Never Walk Alone)‏ في مسرحيتهما العجلة الدوّارة (بالإنجليزية: Carousel)‏ في العام 1945. اشتهرت الأغنية بعد ذلك كثيرًا حتى غناها الكثير من المغنيين مثل لويس آرمسترونغ، نينا سيمونا. ثم انتقلت بعدها إلى عالم كرة القدم، حتى اقتبس الفكرة جماهير نادي ليفربول عام 1960 ثم غناها بعدهم جماهير نادي سلتيك ثم تلقفتها جماهير فريق بروسيا دورتموند وهم أشهر ثلاث فرق اشتهرت جماهيرها بأداء الأغنية.

## روابط خارجية
- رودجرز وهامرشتاين على موقع قاعدة بيانات برودواي على الإنترنت (الإنجليزية)
- رودجرز وهامرشتاين على موقع أول ميوزيك (الإنجليزية)
- رودجرز وهامرشتاين على موقع ديسكوغز (الإنجليزية)